# Ẳ
Ẳ, ẳ – litera rozszerzonego alfabetu łacińskiego, powstała poprzez połączenie litery A z brewisem i hakiem. Wykorzystywana jest w języku wietnamskim. Oznacza dźwięk [a˧˩˧], tj. samogłoskę otwartą przednią niezaokrągloną wymawianą z tonem hỏi (opadająco-wznoszącym).

## Kodowanie
| Znak                   | Ẳ                                                | Ẳ                                                | ẳ                                              | ẳ                                              |
| ---------------------- | ------------------------------------------------ | ------------------------------------------------ | ---------------------------------------------- | ---------------------------------------------- |
| Nazwa w Unikodzie      | Latin Capital Letter a with Breve and Hook Above | Latin Capital Letter a with Breve and Hook Above | Latin small Letter a with Breve and Hook Above | Latin small Letter a with Breve and Hook Above |
| Kodowanie              | dziesiątkowo                                     | szesnastkowo                                     | dziesiątkowo                                   | szesnastkowo                                   |
| Unicode                | 7858                                             | U+1EB2                                           | 7859                                           | U+1EB3                                         |
| UTF-8                  | 225 186 178                                      | e1 ba b2                                         | 225 186 179                                    | e1 ba b3                                       |
| Odwołania znakowe SGML | &#7858;                                          | &#x1EB2;                                         | &#7859;                                        | &#x1EB3;                                       |